# Libštát
Libštát je městys v okrese Semily v Libereckém kraji. Je součástí mikroregionu Pojizeří. Žije zde 931 obyvatel.

## Historie
Obec založili zřejmě ve 13. století němečtí přistěhovalci (název Liebstadtl). První písemná zmínka o obci pochází z roku 1322, roku 1525 se uvádí jako městečko. Od 15. století zřejmě, rozhodně však od roku 1604 náležel Libštát k panství kumburskému. Kostel se připomíná roku 1361. Po vyhlášení tolerančního patentu (1781) si reformovaní evangelíci zřídili sbor, modlitebnu si postavili v roce 1786, faru 1789 a hřbitov 1856. Církev augšpurského vyznání (luteráni) si založila sbor v Křížlicích, v Libštátu si vystavěla vlastní kostel v letech 1838–1842, roku 1847 založila hřbitov a v roce 1867 si zde zřídila samostatný sbor. První zmínka o škole v obci je z roku 1692. Školní budova byla postavena v roce 1782 a nová roku 1877.
Při sčítání v roce 1890 měl Libštát 1373 obyvatel (všichni Češi), 194 domy, 3 fary a kostely (viz výše), trojtřídní školu, poštu, četnickou stanici a dva mlýny, z nichž jeden byl roku 1888 přestavěn na mechanickou tkalcovnu.
Libštát měl 1219 obyvatel v roce 1869; 1089 v roce 1950; 984 v roce 1970; 924 v roce 1980. Dle Komenského slovníku naučného byl v roce 1938 městysem s počtem obyvatel 1447, s textilním průmyslem a nalezištěm lupku (břidličnatá ohnivzdorná hlína). Obci byl 20. března 2014 status městyse obnoven.

### Exulanti
V pozemkových knihách od r. 1714 do 1781 jsou poznámky o pěti rodinách, které opustily své statky pro víru a odešly do Německa. V Rixdorfu se zachoval opis životopisu exulantky Kateřiny (* 28.10. 1716 Libštát) roz. Kyselové – rodina uprchla z Libštátu v roce 1720. Kateřina byla přijata do sboru v Herrnhutu, odkud byla poslána do Niesky. Po svatbě se Zachariášem Jelínkem žila v Rixdorfu a později v české čtvrti Berlína.

## Obyvatelstvo
| Rok            | 1869  | 1880  | 1890  | 1900  | 1910  | 1921  | 1930  | 1950  | 1961  | 1970 | 1980 | 1991 | 2001 | 2011 | 2021 |
| -------------- | ----- | ----- | ----- | ----- | ----- | ----- | ----- | ----- | ----- | ---- | ---- | ---- | ---- | ---- | ---- |
| Počet obyvatel | 1 219 | 1 351 | 1 373 | 1 573 | 1 760 | 1 550 | 1 447 | 1 089 | 1 038 | 984  | 924  | 971  | 981  | 952  | 918  |
| Počet domů     | 151   | 187   | 194   | 225   | 231   | 237   | 255   | 251   | 228   | 219  | 214  | 285  | 305  | 310  | 320  |

## Správa městyse

### Symboly městyse
Znak městyse je historický, vlajka byla městysi udělena rozhodnutím předsedy Poslanecké sněmovny Parlamentu České republiky dne 24. listopadu 2014.

## Pamětihodnosti
- Evangelický kostel z roku 1842 se zvonicí a hřbitovem na Hořením konci, původně luteránský.
- Socha Immaculaty na náměstí, druhá polovina 18. století, obnovena 1888[12]
- Barokní kamenný silniční most z roku 1822 přes řeku Olešku se sochami svatého Václava a svatého Jana Nepomuckého z konce 18. století[12]
- Roubená kovárna na náměstí
- Evangelický kostel z roku 1786 a hřbitov, původně reformovaný kalvinistický, dnes patří Českobratrské církvi evangelické; vedle kostela je moderní zvonice z roku 2024.
- Římskokatolický farní kostel svatého Jiří ze 14. století, v pozdně barokní podobě z let 1787–89[12] s oltářním obrazem od Václava Hellicha.
- Bývalá škola č. p. 4 u mostu, roubená s vyřezávanou lomenicí[12]
- Libštátská mechanická tkalcovna (technická památka, 1888) z původního Panského mlýna[4]
- Modlitebna augšpurského vyznání, bezslohová, 1. pol. 18. stol.[12]

## Železnice
Zastávka Libštát z roku 1947 leží na trati 030 Pardubice – Turnov – Liberec. Původní stanice Libštát se dnes jmenuje Košťálov. Na úseku Horka u Staré Paky – Turnov byl zahájen provoz 1. prosince 1858.

## Sport
Fotbal: FC Jiskra Libštát    
Lední hokej: HK Libštát